# Hindustan Machine Tools
Hindustan Machine Tools (HMT) ist ein indischer Mischkonzern mit etwa 10.000 festangestellten Arbeitnehmern. Die Firma wurde 1953 durch die indische Regierung als Werkzeugmaschinenfabrik gegründet, Hauptsitz ist Bengaluru. Im Laufe der Jahre wurden verschiedene Produktionssparten errichtet und unter dem Dach einer Holdinggesellschaft in Form einer Ltd. werden derzeit Uhren, Traktoren, Druckmaschinen, Präzisionsmaschinen und Werkzeuge hergestellt.
Die Uhrenproduktion wurde in den 1960er Jahren mit japanischer Hilfe aufgebaut. HMT-Uhren werden nicht in alle Länder exportiert.
Fertigungspalette auf dem Uhrensektor:
- mechanische Armbanduhrwerke (Handaufzug und Automatik)
- Quarzwerke